# Mengistu Worku
Mengistu Worku   (Addis Abeba, 1940 - Addis Abeba, 16 de desembre de 2010) fou un futbolista etíop de la dècada de 1960.
Fou internacional amb la selecció de futbol d'Etiòpia. Pel que fa a clubs, destacà a Saint-George SA.